# Julia Grant (first lady)
Julia Boggs Dent Grant (Saint Louis, 26 januari 1826 – Washington, 14 december 1902) was de echtgenote van Amerikaans president Ulysses S. Grant en de first lady van het land tussen 1869 en 1877.

## Jonge jaren

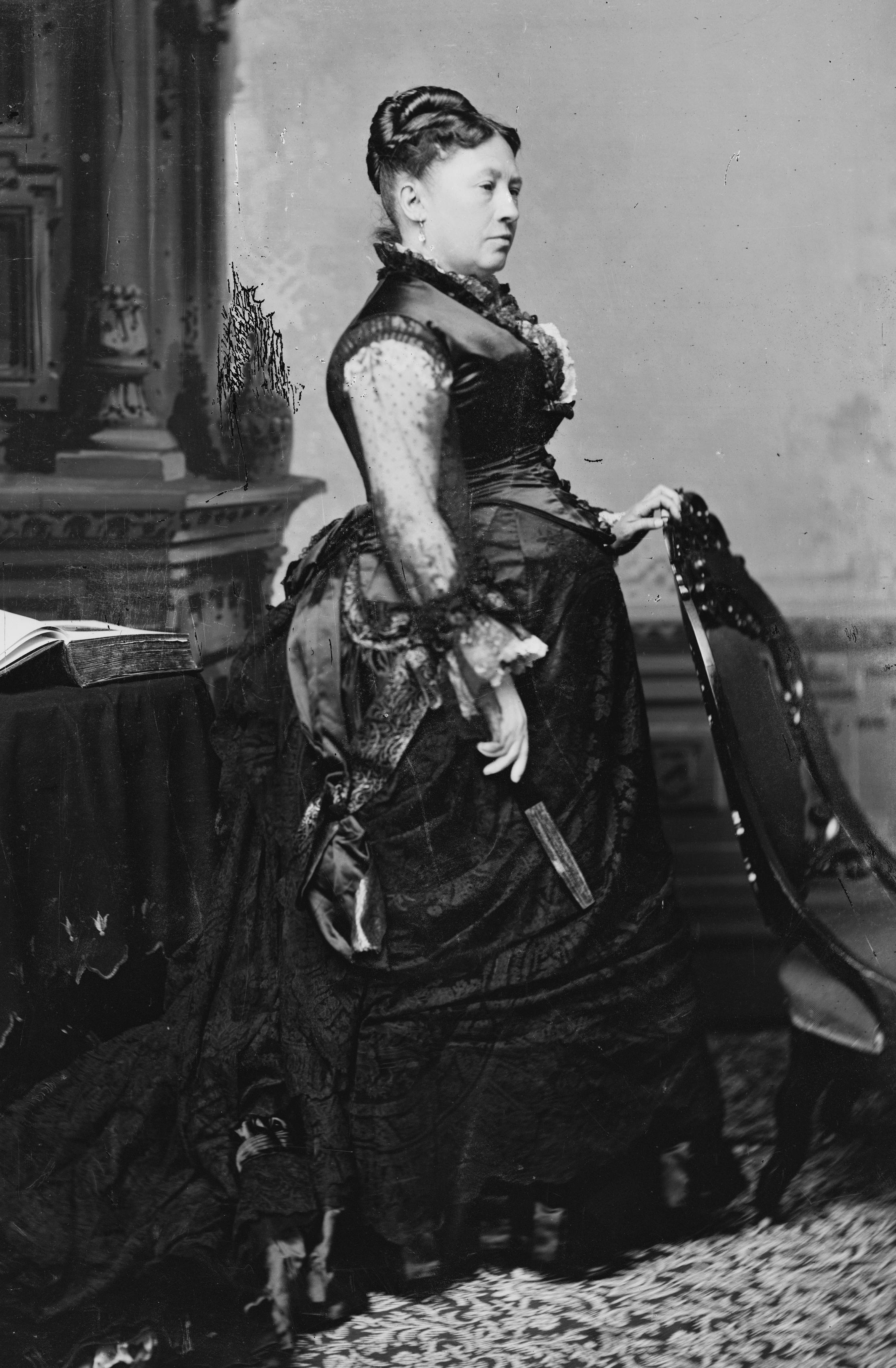
Julia Grant

Ze was de dochter van Frederick en Ellen Wrenshall Dent en groeide op in de buurt van een slavenplantage in Saint Louis, Missouri.
Haar toekomstige echtgenoot zat bij haar broer Frederick op de militaire academie West Point. Ze leerden elkaar kennen en in 1844 verloofden ze zich, maar door de Mexicaans-Amerikaanse Oorlog werd het huwelijk vier jaar uitgesteld. Nadat ze eenmaal waren getrouwd, bleven ze elkaar levenslang trouw. In 1860 beëindigde haar echtgenoot zijn militaire carrière, althans tijdelijk, en vertrok met zijn gezin met intussen vier kinderen, naar Galena in Illinois. Na het uitbreken van de Amerikaanse Burgeroorlog werd hij weer opgeroepen voor het leger. Julia zocht tijdens de oorlog haar echtgenoot zo vaak mogelijk op.

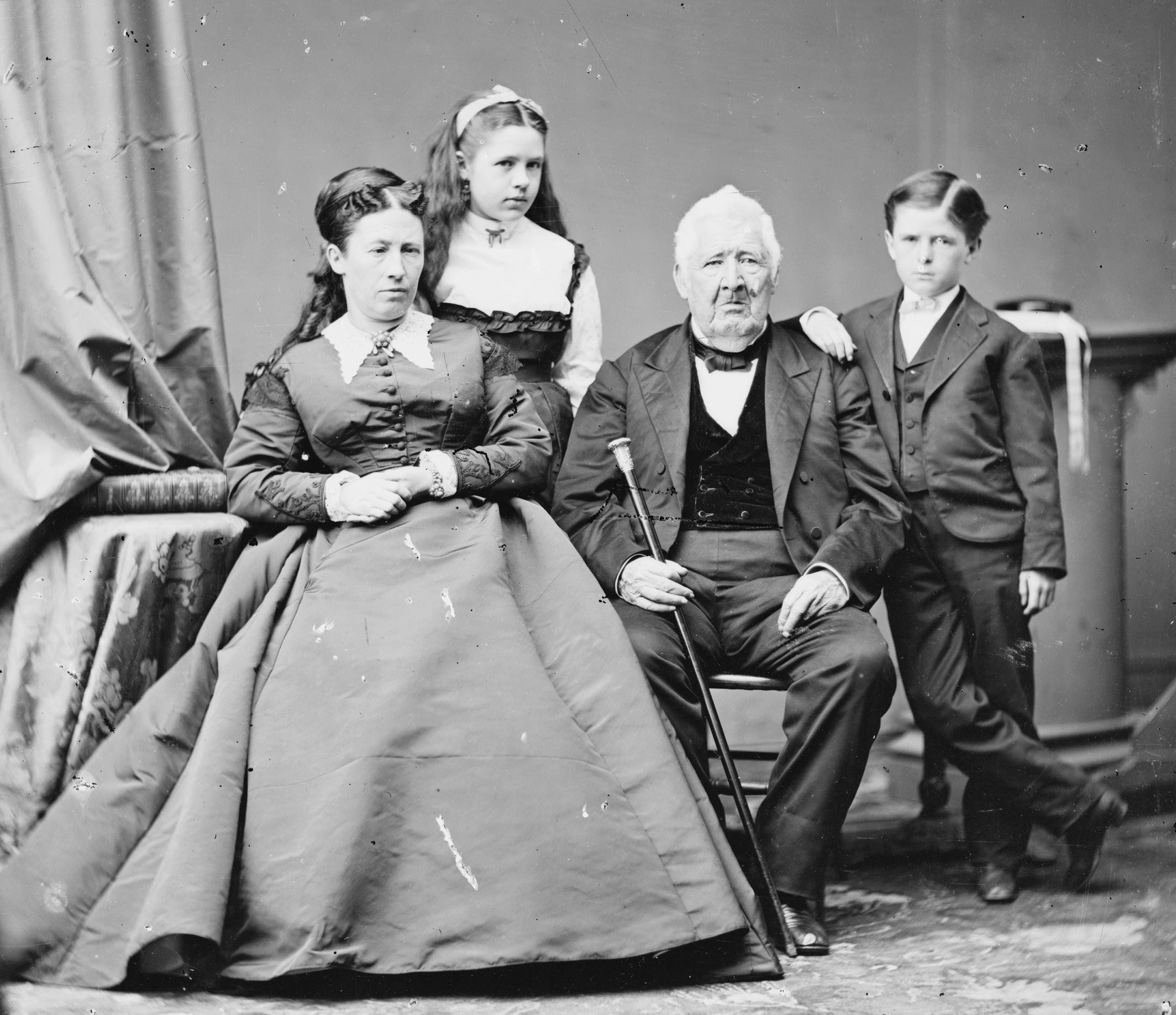
Julia Grant met dochter Nellie, zoon Jesse, en haar vader Frederick Dent

## First lady
Ulysses Grant was een oorlogsheld en in 1869 werd hij president. Op dat moment begon de gelukkigste periode in Julia's leven, naar haar eigen zeggen. Samen met vrouwen van kabinetsleden als bondgenoten vermaakte ze zich veelvuldig.
Grant werd ook voor een tweede termijn gekozen, zodat Julia acht jaar lang in het Witte Huis verbleef.

## Latere leven
Nadat ze in 1877 het Witte Huis hadden verlaten, maakte het koppel een wereldreis. Ze werden overal gastvrij ontvangen en kregen prachtige geschenken. Een hoogtepunt was een overnachting in Windsor Castle en een diner met koningin Victoria. Ze reisden ook door het Verre Oosten en werden hartelijk ontvangen in Tokio door de keizer en keizerin.
In 1884 had Grant een zware zakelijke tegenslag, waardoor het echtpaar alles verloor. Om voor zijn vrouw te blijven zorgen, schreef Grant zijn beroemde memoires (in een race tegen de tijd, want hij leed aan kanker). Met de opbrengst van de memoires en het weduwepensioen zorgde hij ervoor dat ze nog comfortabel kon leven, omringd door haar kinderen en kleinkinderen. Ze overleed in 1902 op 76-jarige leeftijd.
- Gemeinsame Normdatei: 1057742376
- International Standard Name Identifier: 0000 0000 2715 6858
- Library of Congress Control Number: n87873339
- Nationale Bibliotheek van Israël: 987007275364105171
- Nederlandse Thesaurus van Auteursnamen: 12824528X
- SNAC: w67q9nxm
- Virtual International Authority File: 53216517
- WorldCat: E39PBJbM9fvyPDdYCw6jmcyPQq

Martha Washington ·
Abigail Adams ·
Martha Jefferson Randolph ·
Dolley Madison ·
Elizabeth Kortright Monroe ·
Louisa Adams ·
Emily Donelson ·
Sarah Yorke Jackson ·
Angelica Van Buren ·
Anna Harrison ·
Letitia Tyler ·
Priscilla Tyler ·
Julia Tyler ·
Sarah Polk ·
Margaret Taylor ·
Abigail Fillmore ·
Jane Pierce ·
Harriet Lane ·
Mary Lincoln ·
Eliza Johnson ·
Julia Grant ·
Lucy Hayes ·
Lucretia Garfield ·
Mary McElroy ·
Rose Cleveland ·
Frances Cleveland ·
Caroline Harrison ·
Mary Harrison McKee ·
Ida McKinley ·
Edith Roosevelt ·
Helen Taft ·
Ellen Wilson ·
Edith Wilson ·
Florence Harding ·
Grace Coolidge ·
Lou Hoover ·
Eleanor Roosevelt ·
Bess Truman ·
Mamie Eisenhower ·
Jacqueline Kennedy ·
Lady Bird Johnson ·
Pat Nixon ·
Betty Ford ·
Rosalynn Carter ·
Nancy Reagan ·
Barbara Bush ·
Hillary Clinton ·
Laura Bush ·
Michelle Obama ·
Melania Trump ·
Jill Biden ·
Melania Trump